# Manuel Criado de Val
Manuel Criado de Val (Madrid, 16 de noviembre de 1917-íd., 5 de marzo de 2015) fue un director escénico, filólogo, profesor universitario y presentador de radio y televisión español.
Era doctor en Filosofía y Letras por la Universidad Complutense de Madrid y desde 1956 fue profesor en esta Universidad. Fue además decano de Letras y jefe de estudios de la Universidad Nacional de Educación a Distancia, jefe de la Sección de Estudios Gramaticales del Instituto Cervantes (Consejo Superior de Investigaciones Científicas) y director de la Escuela de Investigación Lingüística de Madrid.
Publicó una extensa obra, con títulos orientados al ensayo sobre la literatura medieval y renacentista española. Entre sus libros figuran: Índice verbal de La Celestina (1955), Teatro Medieval (1963), De la Edad Media al Siglo de Oro (1965), El Quijote y Cervantes de ayer a hoy (2005).
Además dirigió y presentó varios programas divulgativos sobre el correcto uso de la lengua, en Radio Nacional de España y en Televisión Española, como El espectador y el lenguaje (1969-1970), De la A a la Z (1972-1973), Lengua viva (1977-1978), Universidad TV, Itinerarios Españoles, Diálogos de Don Quijote y Sancho y El habla de Madrid.
Otra de las facetas por las que trascendió es la de ser el creador del Festival Medieval de Hita en 1961, fiesta declarada de Interés Turístico Nacional que se celebra en esta localidad de Guadalajara el primer fin de semana de julio.
El Gobierno de Castilla-La Mancha le declaró en su día ‘Castellano-manchego de Honor’, y poseía además la Encomienda de Alfonso X El Sabio y estuvo nominado al Príncipe de Asturias de las Letras en 2000.
También creó el Proyecto de Caminería Hispánica, cuya teoría ha sido establecida en los siete congresos internacionales de caminería celebrados en España, México, Italia, Madrid y París. Además, la cátedra de Caminería de la Universidad de San Nicolás de Hidalgo de Morelia (México) lleva su nombre.

## Premios recibidos
- Premio Raimundo Lulio (1953).
- Premio Teodoro Bonsoms (1957).
- Encomienda de Alfonso X el Sabio (1966)
- Encomienda del Mérito Civil (1967)
- Antena de Oro (1970) por sus trabajos en Televisión Española
- Miembro de Honor de la Asociación Americana de Profesores de Español y Portugués (1982).
- Ciudadano Honorario de Baton Rouge (Luisiana) (1982).
- Castellano de Pro (Comunidad autónoma de Castilla y León) (1985).
- Castellano Manchego del Año (Comunidad autónoma de Castilla-La Mancha) (1987).
- Máster de Oro (Fórum de Alta Dirección) (1989).
- Hijo Adoptivo de Pastrana (Guadalajara) (1990).
- Socio del Año de las Casas Regionales de España (1995).
- Cátedra de Caminería Manuel Criado de Val en la Universidad Michoacana de San Nicolás de Hidalgo, Morelia, Michoacán, México (1996)
- Hijo Adoptivo de Hita (Guadalajara) (1997).
- Medalla de la Cultura de Puerto Rico (1998).
- Candidato al Premio Príncipe de Asturias (2000).
- Premio Club Siglo Futuro 2000 (2001).
- Caballero de la Orden del Camino de Santiago (2002).
- Huésped Ilustre de la ciudad de Quito (2003).
- Premio ARCHIVAL por la Recuperación de los Centros Históricos de España (2003).
- Hijo Adoptivo de la Ciudad de Medellín (Colombia) (2005).
- Medalla de Oro de Antioqueneidad (Colombia) (2005).
- Ciudadano Ilustre de Colombia (2005).
- Medalla de Honor de la Carretera (2005).
- Hermano del Santo (2012).